# Rifugio Casarota
Das Rifugio Casarota – „Livio Ciola“ (deutsch Casarota-Hütte) ist eine Schutzhütte der Sektion Centa San Nicolò der Società degli Alpinisti Tridentini (SAT).

## Lage
Die Hütte liegt auf dem Gemeindegebiet der Gemeinde Altopiano della Vigolana in der Provinz Trient auf 1572 m s.l.m. Sie befindet sich auf der Ostseite des zu den Vizentiner Alpen gehörenden Massivs der Vigolana oberhalb des Centatals mit Blick auf die Hochfläche von Lavarone.

## Geschichte

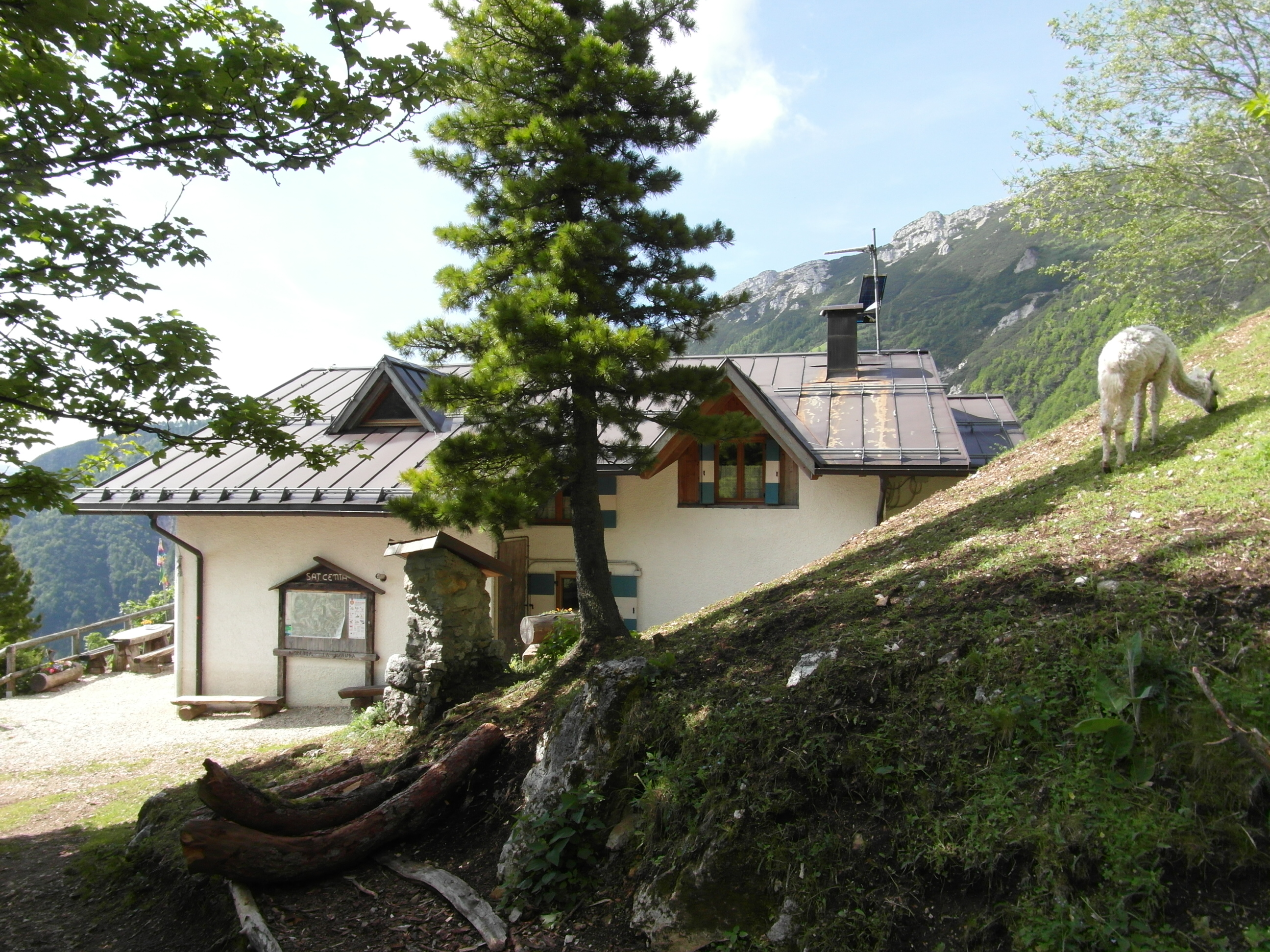
Alpaka vor der Schutzhütte

Eine erste Schutzhütte wurde 1959 mit einer einfachen Hütte errichtet, die Anfang der 1960er Jahre bereits erstmals ausgebaut wurde. Zwischen 1981 und 1982 wurde das Rifugio wesentlich erweitert. Nach einem verheerenden Brand musste das Rifugio Casarota im Jahr 2000 vollständig renoviert werden. Benannt ist die Hütte nach dem ehemaligen Präsidenten der SAT-Sektion Centa San Nicolò, Livio Ciola.

## Zugänge
- Vom Ristorante Sindech an der Straße zum Passo Fricca, 1110 m ⊙ auf Weg 442 in 1 Stunde
- Von Frisanchi, 1078 m ⊙ auf Weg 432 in 1 Stunde

## Nachbarhütten
- Zum Rifugio Paludei 1059 m ⊙ auf Weg 432 in 45 Minuten
- Zum Bivacco Madonnina 2025 m ⊙ auf Weg 442 und 425 in 2 ½ Stunden

## Anstiege
Von der Berghütte aus kann man zuerst zum Bus de la Zole (2070 m) und dann zum Becco di Filadonna (2150 m) aufsteigen.